# Rodellar
Rodellar est un village ((es) antiguo municipio) de la province de Huesca en Espagne, situé dans le Parc naturel de la Sierra et des gorges de Guara et à proximité de la Sierra de Guara.

Ce village, de la commune de Bierge, dans la comarque du Somontano de Barbastro, est situé dans la communauté autonome d'Aragon, en Espagne.
Ce village est connu pour ses activités de canyonisme, de randonnée pédestre et comme un site majeur de l'escalade sportive au monde.

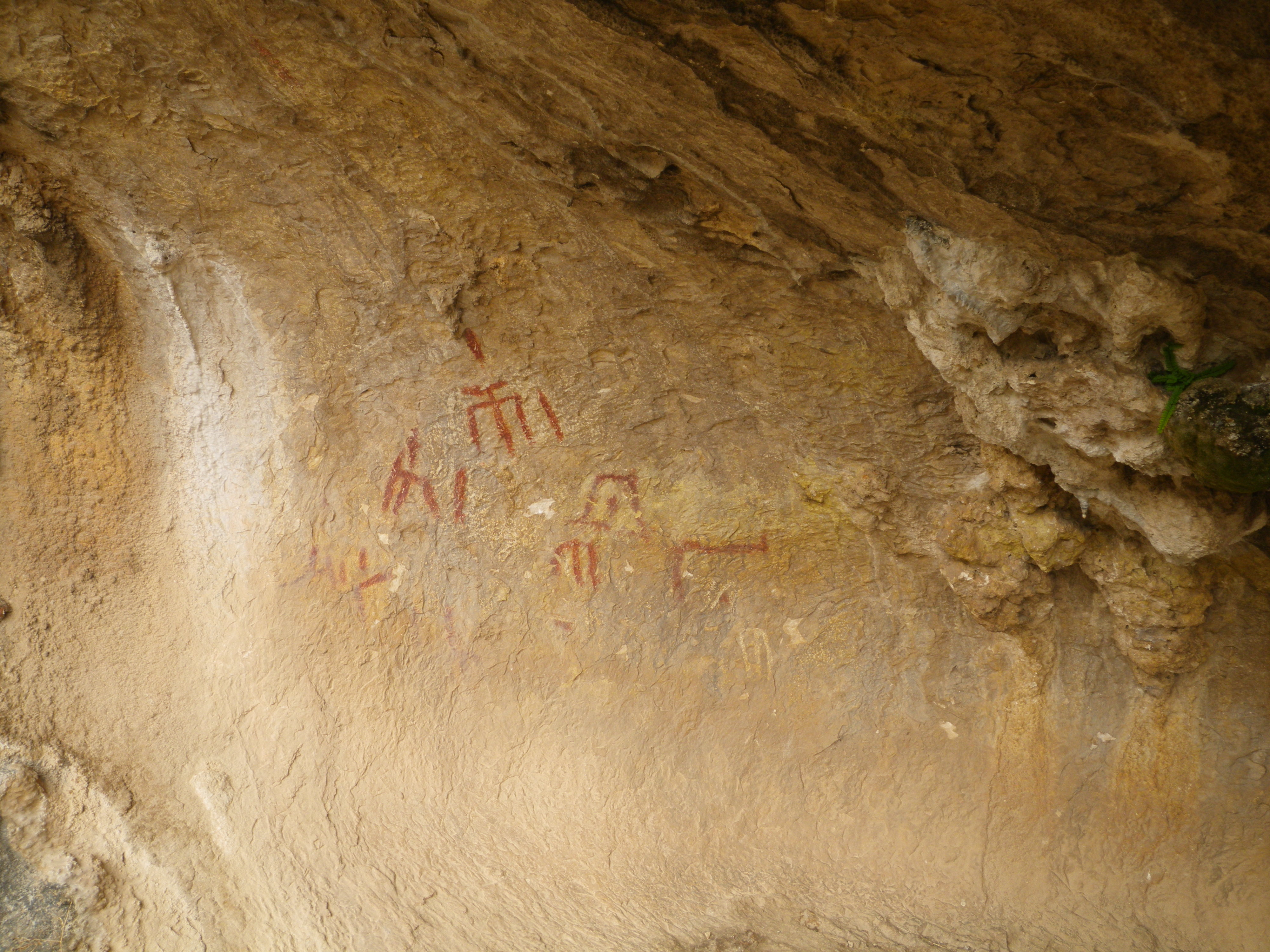
peintures rupestres, dans une niche, dans les parois des falaises bordant le rio Mascún. Cette niche, protégée par des grilles, accessible avec une échelle scellée dans la roche, est située juste en dessous du refuge d'escalade ('Kalandraka') à Rodellar. Elle est accessible depuis le chemin appelé camino de los cazadores.

## Géographie
Rodellar, à une altitude de 761 m, est situé à 59 km de Huesca, la capitale de la province.
Ce village, est bordé :
- au nord par le bassin versant du Mascún ((es)río Mascún),
- à l'ouest par la sierra Balces ((es)sierra de Balcés, ou sierra del Balcez, ou encore sierra de Balced),
- au sud par la vallée de l'Alcanandre ((es)rio Alcanadre),
- à l'est par les falaises de la rive gauche du Mascún ((es)río Mascún).

## Histoire
- site archéologique de peintures rupestres : Abri de Palomera

## Voies d'escalade notables
- 9b/5.15b:
  - Delincuente natural - 13 septembre 2008 - Daniel Andrada[1]
  - Ali-Hulk sit start extension - 8 novembre 2007 - Daniel Andrada[2]

- 9a+/5.15a:
  - Ali-Hulk extension - 12 septembre 2007 - Daniel Andrada
  - Ali-Hulk sit start - 11 septembre 2006 - Daniel Andrada

- 9a/5.14d:
  - Emborrachando al hijo - 8 octobre 2009 - Daniel Andrada[3]
  - Los Inconformistas - 24 juillet 2008 - Erik Lopez[4]
  - Ali-Hulk (debout) - 14 août 2006 - Daniel Andrada[5]

- 7c+
  - Illusion - 13 février 1987 - Bertrand Ulmann
  - Les vieilles gloires - 1990 - Bertrand Ulmann